# کیم گالویان
کیم واچاگانی گالویان (ارمنی: Կիմ Վաչագանի Գալոյան؛  زادهٔ ۷ ژانویهٔ ۱۹۳۲) مهندس، مخترع اهل ارمنستان است.

## زندگی‌نامه
وی در ۷ ژانویهٔ ۱۹۳۲ در لنیناکان به دنیا آمد و از دانشگاه پلی‌تکنیک ارمنستان (۱۹۵۶) فارغ‌التحصیل گشت. همچنین برندهٔ جوایزی همچون جایزه دولتی ارمنستان شوروی (۱۹۷۲ و ۱۹۸۰)، مهندس شایسته ارمنستان شوروی (۱۹۷۶) و نشان پرچم سرخ کار شده است.

## یادداشت
1. ↑  տեխնիկական գիտությունների թեկնածու